# Linn Persson
Linn Jenny Maria Persson (ur. 27 czerwca 1994 w Torsby) – szwedzka biathlonistka, dwukrotna medalistka igrzysk olimpijskich oraz wielokrotna medalistka mistrzostw świata.

## Kariera
Po raz pierwszy na arenie międzynarodowej pojawiła się w 2012 roku, startując na mistrzostwach świata juniorów w Kontiolahti, gdzie w kategorii juniorów młodszych zajęła między innymi drugie miejsce w sztafecie. Na rozgrywanych trzy lata później mistrzostwach świata juniorów w Raubiczach była między innymi czwarta w sztafecie i piąta w sprincie. W zawodach Pucharu Świata w biathlonie zadebiutowała 20 marca 2015 roku w Chanty-Mansyjsku, zajmując 58. miejsce w sprincie. Pierwsze pucharowe punkty wywalczyła 3 grudnia 2015 roku w Östersund, zajmując 29. miejsce w biegu indywidualnym. Na podium zawodów tego cyklu po raz pierwszy stanęła 22 grudnia 2019 roku w Le Grand-Bornand, kończąc bieg masowy na trzeciej pozycji. Wyprzedziły ją jedynie Norweżka Tiril Eckhoff i Włoszka Dorothea Wierer.
W 2018 roku wspólnie z Moną Brorsson, Anną Magnusson i Hanną Öberg zdobyła srebrny medal w sztafecie podczas igrzysk olimpijskich w Pjongczangu. Na rozgrywanych rok później mistrzostwach świata w Östersund wspólnie z Moną Brorsson, Anną Magnusson i Hanną Öberg zdobyła srebrny medal w sztafecie. Ponadto podczas mistrzostw świata w Pokljuce w 2021 roku razem z Sebastianem Samuelssonem, Martinem Ponsiluomą i Hanną Öberg zajęła trzecie miejsce w sztafecie mieszanej.

## Osiągnięcia

### Zimowe igrzyska olimpijskie
| Rok  | Miejscowość | Konkurencje | Konkurencje | Konkurencje | Konkurencje | Konkurencje | Konkurencje | Konkurencje |
| Rok  | Miejscowość | IN          | SP          | PU          | MS          | RL          | MR          | SR          |
| ---- | ----------- | ----------- | ----------- | ----------- | ----------- | ----------- | ----------- | ----------- |
| 2018 | Pjongczang  | 11.         | 37.         | 21.         | 22.         | 2.          | nd.         | nd.         |
| 2022 | Pekin       | 15.         | 12.         | 5.          | 24.         | 1.          | nd.         | nd.         |

### Mistrzostwa świata
| Rok  | Miejscowość | Konkurencje | Konkurencje | Konkurencje | Konkurencje | Konkurencje | Konkurencje | Konkurencje |
| Rok  | Miejscowość | IN          | SP          | PU          | MS          | RL          | MR          | SR          |
| ---- | ----------- | ----------- | ----------- | ----------- | ----------- | ----------- | ----------- | ----------- |
| 2016 | Oslo        | 36.         | 34.         | 40.         | nd.         | 10.         | 12.         | nd.         |
| 2019 | Östersund   | 15.         | 42.         | 21.         | 9.          | 2.          | 5.          | –           |
| 2020 | Anterselva  | 44.         | 47.         | 32.         | –           | 5.          | 11.         | –           |
| 2021 | Pokljuka    | 21.         | 16.         | 19.         | 11.         | 5.          | 3.          | –           |
| 2023 | Oberhof     | 2.          | 3.          | 10.         | 8.          | 3.          | –           | –           |
| 2024 | Nové Město  | 10.         | –           | –           | 17.         | 2.          | –           | –           |

### Mistrzostwa świata juniorów
| Rok  | Miejscowość | Konkurencje | Konkurencje | Konkurencje | Konkurencje | Konkurencje | Konkurencje | Konkurencje |
| Rok  | Miejscowość | IN          | SP          | PU          | MS          | RL          | MR          | SR          |
| ---- | ----------- | ----------- | ----------- | ----------- | ----------- | ----------- | ----------- | ----------- |
| 2012 | Kontiolahti | 12.         | 40.         | 34.         | nd.         | 2.          | nd.         | nd.         |
| 2015 | Raubicze    | 12.         | 5.          | 6.          | nd.         | 4.          | nd.         | nd.         |

### Puchar Świata

#### Miejsca w klasyfikacji generalnej
| Sezon     | Miejsce           |
| --------- | ----------------- |
| 2015/2016 | 59.               |
| 2016/2017 | niesklasyfikowana |
| 2017/2018 | 51.               |
| 2018/2019 | 28.               |
| 2019/2020 | 19.               |
| 2020/2021 | 14.               |
| 2021/2022 | 19.               |
| 2022/2023 | 13.               |
| 2023/2024 | 21.               |

#### Miejsca na podium
| Lp. | Dzień      | Rok  | Miejscowość      | Konkurencja                | Lokata | Pudła   | Czas biegu | Strata   | Zwycięzca            |
| --- | ---------- | ---- | ---------------- | -------------------------- | ------ | ------- | ---------- | -------- | -------------------- |
| 1.  | 22 grudnia | 2019 | Le Grand-Bornand | Bieg masowy na 12,5 km     | 3.     | 1+0+0+0 | 40:17,9    | + 1:25,1 | Tiril Eckhoff        |
| 2.  | 3 grudnia  | 2022 | Kontiolahti      | Sprint na 7,5 km           | 3.     | 0+0     | 20:39,5    | + 24,2   | Lisa Hauser          |
| 3.  | 16 grudnia | 2022 | Le Grand-Bornand | Sprint na 7,5 km           | 2.     | 0+1     | 21:04,7    | + 12,8   | Anna Magnusson       |
| 4.  | 10 lutego  | 2023 | Oberhof          | Sprint na 7,5 km           | 3.     | 0+0     | 21:19,7    | +26,2    | Denise Herrmann-Wick |
| 5.  | 15 lutego  | 2023 | Oberhof          | Bieg indywidualny na 15 km | 2.     | 0+0+0+0 | 43:36,1    | +10,3    | Hanna Öberg          |